# Rubus lohfauensis
Rubus lohfauensis är en rosväxtart som beskrevs av Metcalf. Rubus lohfauensis ingår i släktet rubusar, och familjen rosväxter. Inga underarter finns listade i Catalogue of Life.